# Les Larmes de couteau
Les Larmes de couteau, H. 169 (en francès i tal com la va escriure; en català Les llàgrimes del ganivet; en txec: Slzy nože), és una òpera en un acte composta per Bohuslav Martinů el 1928, sobre un llibret en francès de Georges Ribemont-Dessaignes. Es va estrenar el 22 de maig de 1969 al Teatre Nacional de Brno dirigida per Václav Nosek.

## Història
Després de no ser presentat a Baden-Baden, Martinů ni tan sols va aconseguir cap producció a París. Des de principis dels anys 30, va reconduir la seva activitat cap a Txecoslovàquia, i el 1934 va oferir Les Larmes de couteau a Jindřich Honzl, director de l'Osvobozené divadlo i simpatitzant de l'avantguarda francesa i txeca, però sense èxit. No obstant això, quan l'any 1945 l'amic de Martinů, editor musical i organitzador Karel Šebánek va defensar la posada en escena, Martinů ho va rebutjar amb gratitud: "Les Larmes de couteau està molt enrere avui, va ser una cosa ocasional, més aviat em perjudicarà aquí". El compositor ja no va intentar presentar-la en vida.
Per tant, l'estrena d'aquesta òpera -en la traducció txeca d'Eva Bezděková- va ser preparada només a finals dels anys 60 per l'escenari experimental de la Miniopera del Teatre Estatal de Brno, que es va presentar teatre Reduta. Celebrada el 22 d'octubre de 1969, la producció de Les Larmes de couteau es va combinar amb The Soldier's Tale de Stravinski, una obra "llegida, actuada i ballada" del 1918 i de poètica similar.
Després va ser introduït a les terres txeques en aquestes dates:
- el 1982 el Teatre Nacional, a l'edifici del Teatre dels Estats en una combinació original amb La serva padrona de GB Pergolesi i Eufrid davant les portes de Tymén de Josef Berg,[3]
- l'any 1988 l'Opera Studio de l'Acadèmia de les Arts Escèniques de Praga al teatre DISK en combinació amb Le mariage aux lanternes de Jacques Offenbach,[4]
- el 1996, l'Acadèmia Janáček d'Arts Escèniques de Brno al Teatre Lliure de Barreres de Barka en combinació amb l'òpera Pimpinone de GP Telemann,[5]
- el 1996 el Teatre Nacional de Brno, al Teatre Reduta, va combinar i els ballets Martinů La Revue de cuisine i Le raid merveilleux,[6]
- el 2015 , l'Acadèmia Janáček d'Arts Escèniques de Brno al Teatre Orlí en combinació amb l'òpera Zhasnuti de Jiří Najvar.[7]

Les produccions estrangeres inclouen:
- el 2002 a l'Atelier du Rhin - Théâtre de la Manufacture de Colmar i posteriorment a l'Athénée Théâtre Louis-Jouvet de París, en combinació amb el maletí de Martinů Alexander dues vegades,[8]
- el 2010 al Centre Txec de París,[9]
- el 2012 interpretada per Long Beach Opera, en combinació amb l'òpera Les Mamelles de Tirésias de Francis Poulenc,[10]
- el 2015 a Frankfurt del Main, escena Bockenheimer Depot, juntament amb els maletins Martinů Alexander dues vegades i Comèdia en el pont.[11]

## Personatges i primer repartiment
| Rol                                                       | Tipus de veu       | Estrena (22 d'octubre de 1969) |
| --------------------------------------------------------- | ------------------ | ------------------------------ |
| Eleonora                                                  | soprano            | Jaroslava Janská               |
| Mare                                                      | mezzosoprano (alt) | Libuše Lesmanová               |
| Satan                                                     | baríton            | René Tucek                     |
| Veïns, miratges d'un somni (rols silenciosos - ballarins) |                    |                                |
| Director: Václav Nosek                                    |                    |                                |
| Dirigit per: Luboš Ogoun                                  |                    |                                |
| Escenari: Vojtěch Štolf                                   |                    |                                |
| Vestuari: Alois Vobejda                                   |                    |                                |

## Argument
Un penjat al mig de l'escena: el veí Saturn. La mare i l'Elionor debaten sobre la música amb els sons d'un vals trivial: a totes dues els encanta, però l'Elionor protesta que li encanta una música diferent de la de la seva mare. Abans que pugui esclatar una discussió, l'Eleonora veu el penjat i de seguida se n'enamora apassionadament. La seva mare la renya, però no en fa cas, tot i que l'anima a parar atenció als aspectes físics de l'amor i li recorda que avui el guapo senyor Satan, pel qual totes les dones estan boges, ha de venir a confessar el seu amor a Eleonora (escena 1 - diàleg J'aime la musique, cançó de la mare Songe aux nuits d'amour). Satan ve amb un ram recollit a les tombes dels amors immortals i professa el seu amor tant per la mare com per la filla, perquè estima totes les dones. No obstant això, l'Eleonora insisteix en el seu penjat. Així que Satan regala les flors a l'Elionor i se'n va amb la mare (Escena 2: Satan canta Madame! Prenez ces fleurs i la cerimònia del casament Le mariage est une opération).
L'Eleonora està sola amb el seu nou amor durant la seva lluna de mel, però no aconsegueix convèncer-lo perquè correspongui la seva passió (escena 3 - ària Oh, miel de lune). Apareix Satan, que mostra a Eleonora els batecs del seu cor i la convenç que en calen almenys tres per estimar, però Eleonora l'acomiada nerviosament (escena 4 – Un, deux, trois…). Quan Satan reapareix en forma d'un corredor de bicicletes negre, l'Eleonora es posa a coquetejar amb ell per fer gelosia el seu amor. A la seva mare també li agrada el ciclista. Però aleshores el cap del ciclista es trenca i es veu la cara del diable; Eleonora cau horroritzada, mentre que la seva mare no es desequilibra (escena 5 - diàleg Quel est ce machiniste?).
Eleanora es queixa que no ha aconseguit despertar passió en el seu amor penjat i s'apunyala. El penjat comença a somiar amb els peus de les dones donant cops de peu al cap d'Eleonora (escena 6 - Eleonora cantant En vain j'ai voulu faire battre i l'escena de la pantomima onírica). La mare torna per trobar l'Elionora morta; acusa el penjat d'assassinat. Se li trenca la corda, el penjat cau, cobra vida i s'inclina sobre Eleonora, amb la qual cosa ella també cobra vida. L'Eleonora confessa el seu amor al penjat i tots dos descansen en una abraçada amorosa. La mare observa la seva filla amb afecte. Aquí el cap del penjat també es trenca i apareix Satan. L'Eleonora està horroritzada. Fins i tot la mare està horroritzada pel diable, però ha d'admetre que segueix sent atractiu. Divertit, Satan fa petons a totes dues i fuig. La mare renya l'infidel mentre l'Eleonora plora: "Sóc una pobre dona incompresa!" (escena final 7 amb la mare cantant Une mère est sans repos, Satan cantant Oh! Amour! Ouais!, el duet amorós Oh, mon pendu i el tercet final Ah mon Dieu / Quel horreur ).

## Instrumentació
Clarinet, oboè, saxo alt, fagot, dues trompetes, dos trombons, tam-tam, banjo, piano, dos violins, violoncel, i acordió darrere de l'escenari.